# The Queen's Gambit (roman)
The Queen's Gambit (på dansk Dronninggambit) er en amerikansk roman af Walter Tevis, der omhandler en kvindelige skakvidunderbarn. Det er en dannelsesroman, og blev oprindeligt udgivet i 1983. Temaerne dækker doption, feminisme, skak, afhængighed og alkoholisme. I 2020 blev bogen lavet om til en miniserie samme navn på Netflix med Anya Taylor-Joy i hovedrollen.